# 2005 في الصين
فيما يلي قوائم الأحداث التي وقعت خلال عام 2005 في الصين.

## سياسة

### انتهاء فترة المنصب
- 1 يناير – يانغ جيتشي ambassador of the People's Republic of China to the United States ‏.
- 8 مارس – جيانغ زيمين رئيس اللجنة العسكرية المركزية لجمهورية الصين الشعبية  [لغات أخرى]‏.

## أفلام
من الأفلام التي صدرت هذه السنة في الصين:
- 1 يناير – كونغ فو هوستل من إخراج ستيفن تشو (ممثل).
- 31 أغسطس – البستاني المخلص من إخراج فرناندو ميريليس.
- 29 نوفمبر – مذكرات فتاة الغيشا من إخراج روب مارشال.

## وفيات

### أبريل
- 21 أبريل – زانج تشانكيو (مواليد 1917) سياسي صيني.

### يوليو
- 6 يوليو – هوانغ كون (مواليد 1919) فيزيائي صيني.

### ديسمبر
- 23 ديسمبر – ياو وينيون (مواليد 1931) سياسي صيني.